# Philipp Neisskenwirth
Philipp Neisskenwirth (* 21. Februar 1989 in Eitorf, Nordrhein-Westfalen) ist ein ehemaliger deutscher Schauspieler und Filmcrewmitarbeiter.

## Leben und Wirken
Philipp Neisskenwirth wurde in Deutschland geboren, verbrachte aber den größten Teil seines Lebens in Santiago de Chile und wuchs so zweisprachig auf. Ausgezeichnete Englischkenntnisse erwarb er während eines längeren Aufenthalts in Südafrika. Als Sohn eines ausführenden Produzenten kam er schon früh mit der Filmindustrie in Berührung. Er studierte Filmproduktion und Werbung in Santiago de Chile. In der Folge Hochzeitsreise nach Chile der Fernsehserie Kreuzfahrt ins Glück spielte er im Jahr 2008 den Pablo. Beim Film Résiste – Aufstand der Praktikanten aus dem Jahr 2009 gehörte er zur Crew des Making-of.
Philipp Neisskenwirth lebt in Berlin. Er ist als Vertriebsmitarbeiter von Tantor Films tätig.

## Filmografie
- 2008: Kreuzfahrt ins Glück – Hochzeitsreise nach Chile (Fernsehserienfolge)
- 2009: Résiste – Aufstand der Praktikanten (Making-of)